# Сурин (город)
Сури́н (тайск. สุรินทร์) — город на северо-востоке Таиланда, административный центр провинции Сурин.
Расположен на южной окраине плато Корат, в бассейне реки Мун, примерно в 430 км к северо-востоку от Бангкока. Население по данным на 2012 год составляет 40 096 человек.
Через Сурин проходит железная дорога, соединяющая крупные города Накхонратчасима и Убонратчатхани.

## Галерея

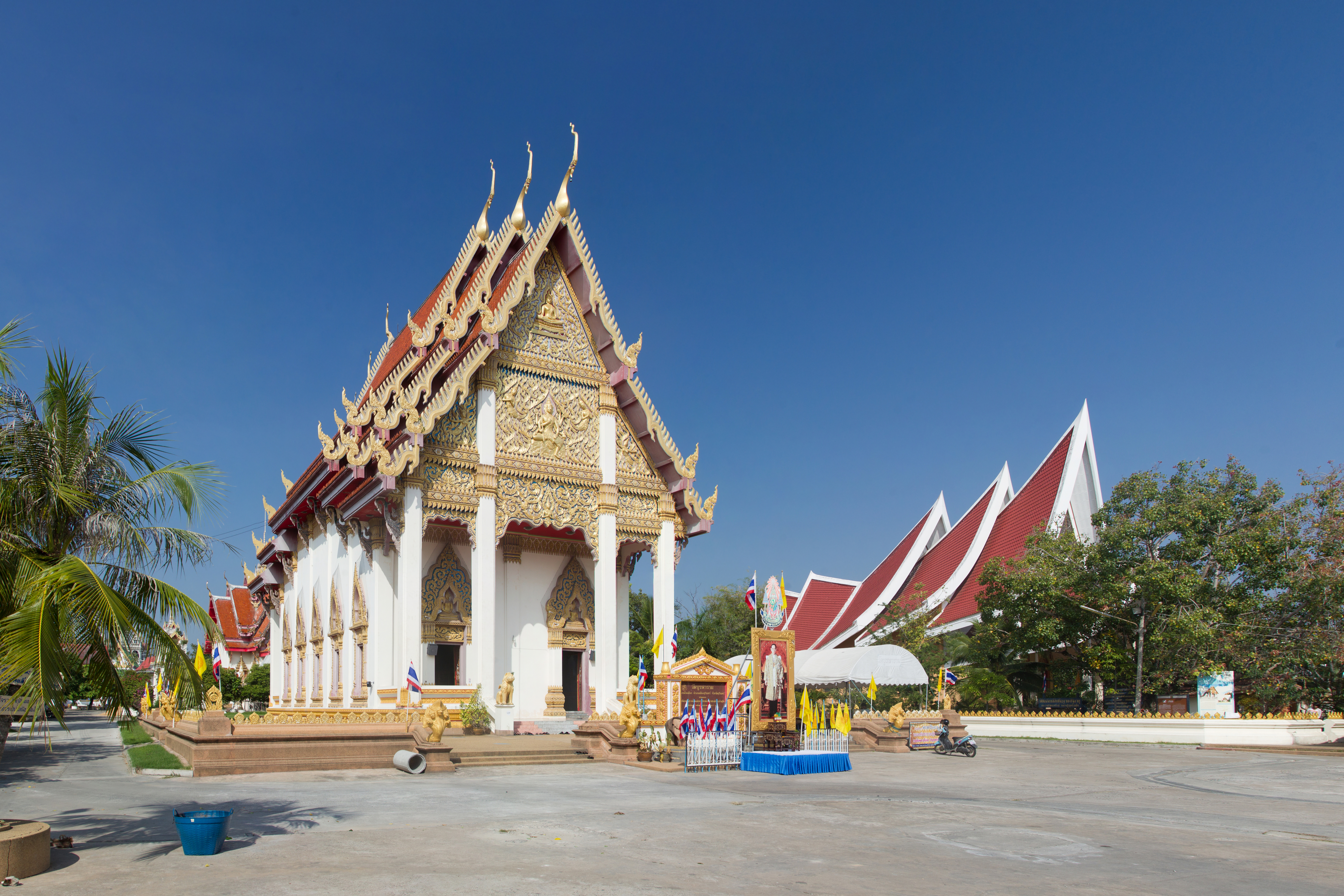
Ват Бурапхарам
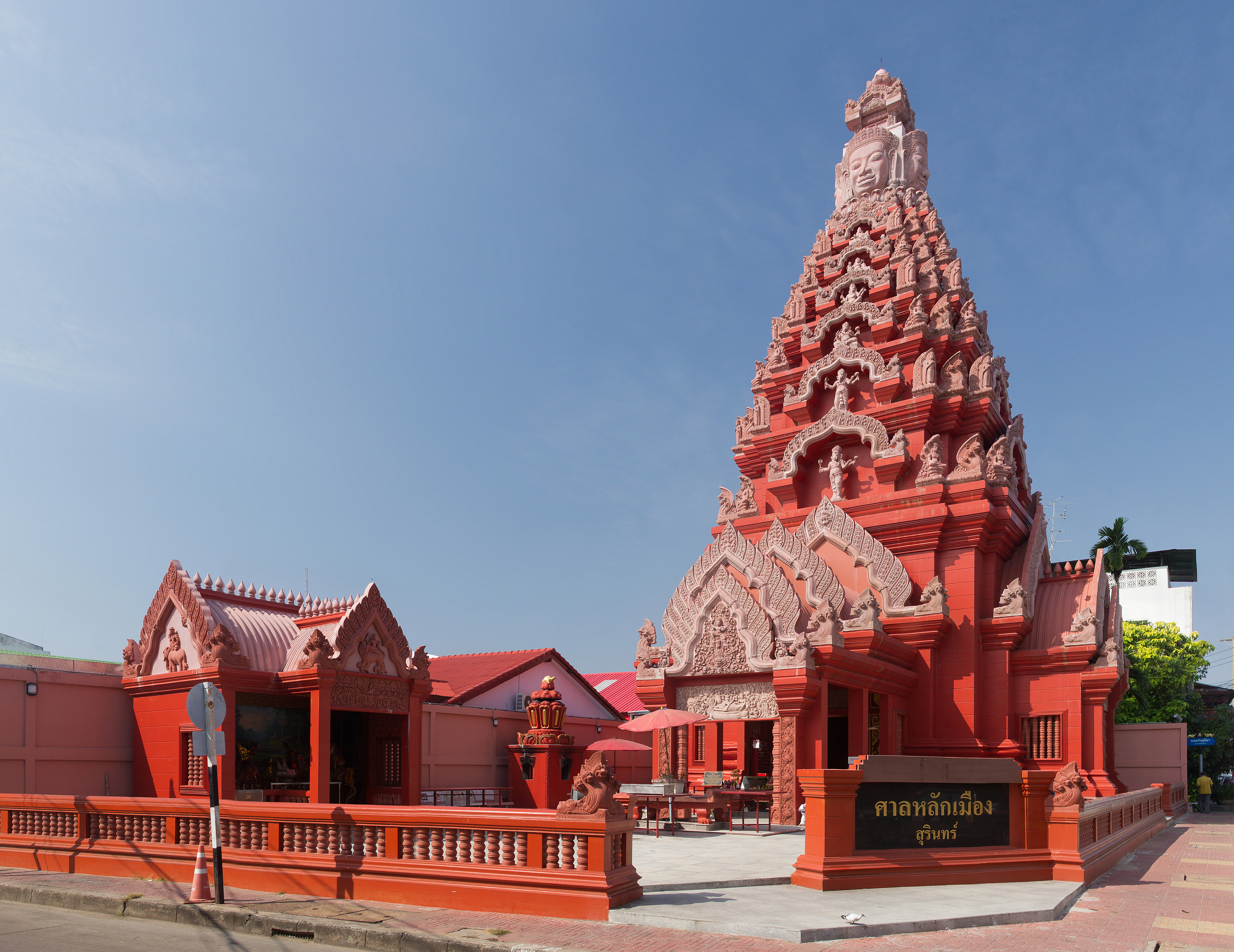
Храм